# Nudaria idalis
Nudaria idalis là một loài bướm đêm thuộc phân họ Arctiinae, họ Erebidae.